# Mariano Ortiz
Pour les articles homonymes, voir Ortiz.
Mariano Ortiz, né le 25 juillet 1944 à Toa Baja (Porto Rico) et mort le 19 avril 2022, est un joueur de basket-ball portoricain. Il évoluait durant sa carrière au poste d'arrière.

## Palmarès
- Finaliste des Jeux panaméricains de 1971 et 1975